# Saab 99
El Saab 99 es un automóvil que fue producido por Saab de 1968 a 1984; siendo la primera incursión de la firma en una clase más grande que la del modelo 96. Si bien se consideraba un coche familiar grande en Escandinavia, se comercializó como un ejecutivo compacto en la mayoría de los demás mercados. Fabricado tanto en Suecia como en Finlandia, sería sucedido por el Saab 900, aunque el 99 continuó produciéndose durante un tiempo junto con su sucesor. El Saab 90, una versión actualizada y menos compleja que utilizaba muchas piezas del 900, reemplazó al 99 a finales de 1984.

## Desarrollo
El 2 de abril de 1964, día de Gudmund en Suecia, después de varios años de planificación, la junta de Saab inició el "Proyecto Gudmund", con el fin de desarrollar un automóvil nuevo y más grande para llevar al fabricante más allá del mercado del Saab 96, un modelo más pequeño. Este nuevo automóvil se convirtió en el Saab 99, diseñado por Sixten Sason y presentado en Estocolmo el 22 de noviembre de 1967.
Los primeros prototipos del 99 se construyeron cortando un Saab 96 a lo largo y ensanchándolo 20 centímetros (7,9 plg), creando el llamado Paddan (el sapo), un disfraz para mantener oculto el nuevo proyecto. Después de esa fase, se siguió manteniendo el aspecto del coche en secreto, y la primera carrocería del 99 recibió los emblemas de "Daihatsu", utilizados como marca alternativa del Saab Sport para su comercialización en Asia.

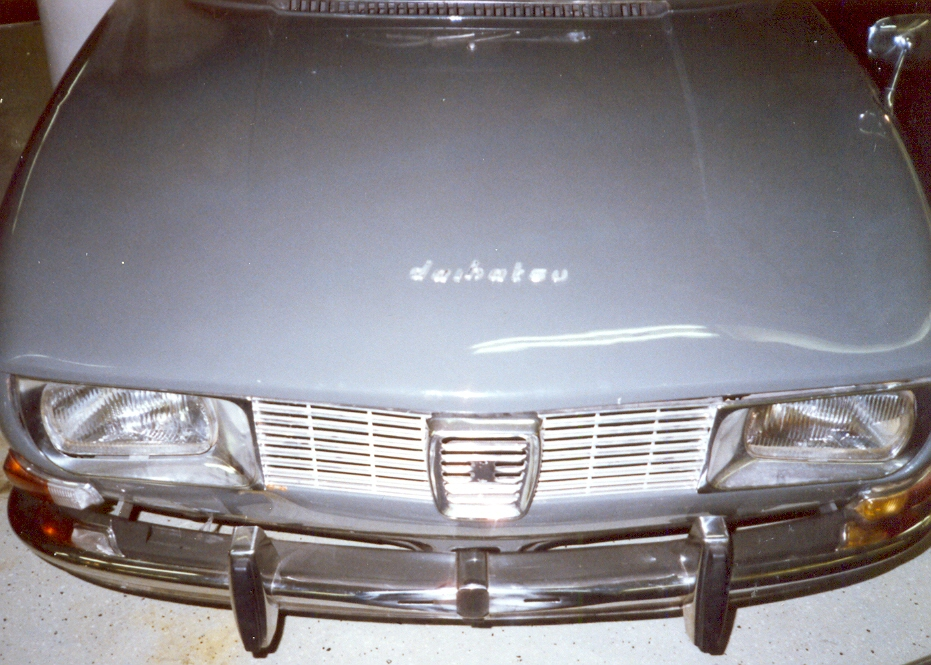
Proyecto Gudmund con los emblemas de "Daihatsu"

El 99 no solo se construyó en la propia factoría de Saab en Trollhättan, y algunas variantes se produjeron en la planta finlandesa de Valmet Automotive en Uusikaupunki desde 1969 en adelante. Los últimos cinco años de producción (1979-1984) en Finlandia, la factoría fabricó a la vez la versión local del Simca-Talbot Horizon, que compartía una tapicería de terciopelo de alta calidad similar a la del 99.

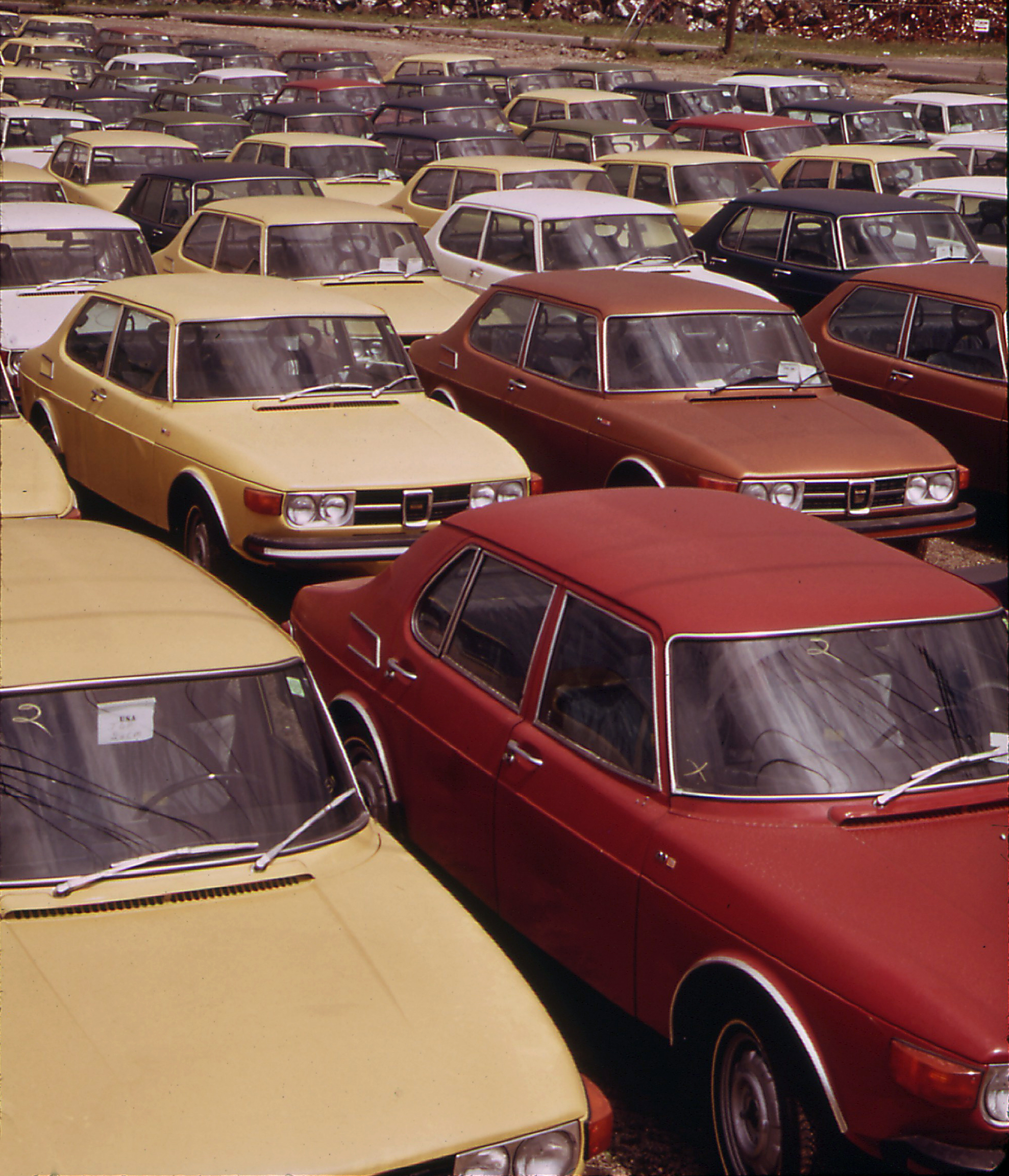
Saab 99 adaptados a la normativa estadounidense en Providence, Rhode Island (1973)

Aunque a los ingenieros de Saab les gustaba el motor de dos tiempos existente de la compañía, se decidió que era necesario un motor de cuatro tiempos, y se eligió un motor Triumph de 1.7 L (más tarde 1.85 L). Este era el mismo motor slant four utilizado en el Triumph Dolomite, pero la versión de Saab estaba equipada con un carburador Zenith-Stromberg CD desarrollado especialmente para Saab. Varios Saab 99 estaban equipados con el motor V8 del Triumph Stag, pero más adelante sería sustituido por la unidad turboalimentada que luego impulsaría al Saab 99 Turbo.
Se planeó una versión familiar de tres puertas desde el principio, pero nunca llegó a producirse. En 1971 (pensando en un combi cupé) se reinició el trabajo en un familiar, esta vez como un modelo de cinco puertas.

## Historia

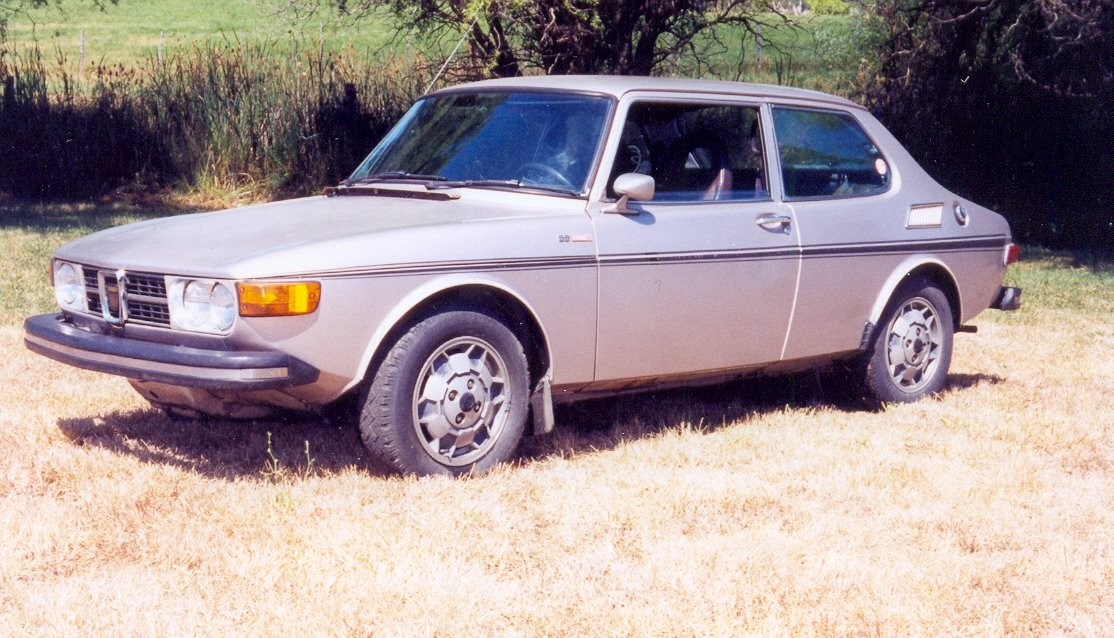
Saab 99 EMS de 1974

El 99 es un sedán de tracción delantera, con un motor longitudinal de 4 cilindros inclinado 45° a la derecha y una cilindrada de 1709 cm³, que entregaba una potencia de 80 CV. El motor, en aleación ligera, provenía de un proyecto desarrollado en común por Triumph y Ricardo, fabricado en el Reino Unido por Triumph La suspensión delantera independiente utilizaba cuadriláteros deformables, mientras que en la parte trasera montaba un eje rígido. El sistema de freno disponía de un circuito de doble diagonal con discos delanteros y traseros.
La versión de 4 puertas se presentó en 1971, y al motor de 1,7 litros se le unió el propulsor de 1854 cm³ con una potencia de 87 hp. Además, a partir de aquel año, el panel de instrumentos tuvo un nuevo diseño.

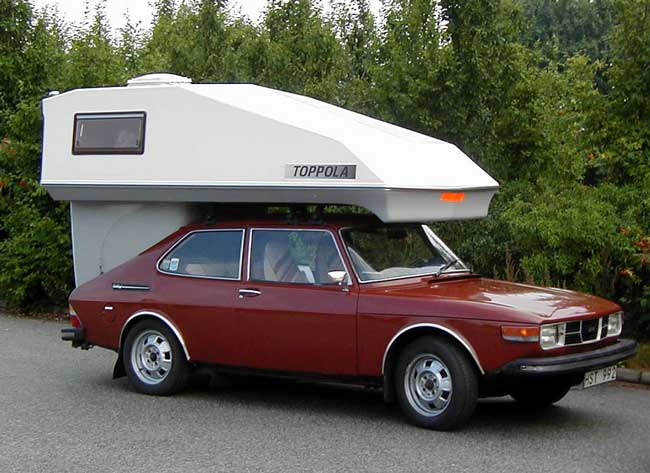
Saab 99 combi cupé adaptado para el tiempo libre

En 1972 se produjo la fusión de Saab con Scania, una empresa sueca productora de camiones. El motor procedente de Inglaterra, inicialmente una fuente de problemas, sería profundamente revisado por Scania, donde luego pasaría a producirse. El resultado fue un motor con un bloque de fundición de hierro y una cilindrada de 1985 cm³, con una potencia de 95 CV a 5200 rpm.
En 1973 apareció la versión deportiva EMS (Electronic Manual Special), un Saab 99 de 2 puertas con motor de inyección electrónica, con una potencia de 110 CV a 5500 rpm.
En la segunda mitad de 1974 se presentó la versión combi cupé de tres puertas, y en 1976 la de 5 puertas, un hatchback de cinco plazas con un maletero muy grande y una cola muy estilizada. Este automóvil tuvo un éxito considerable en la Europa Septentrional como automóvil familiar: una alternativa a los familiares de Volvo.

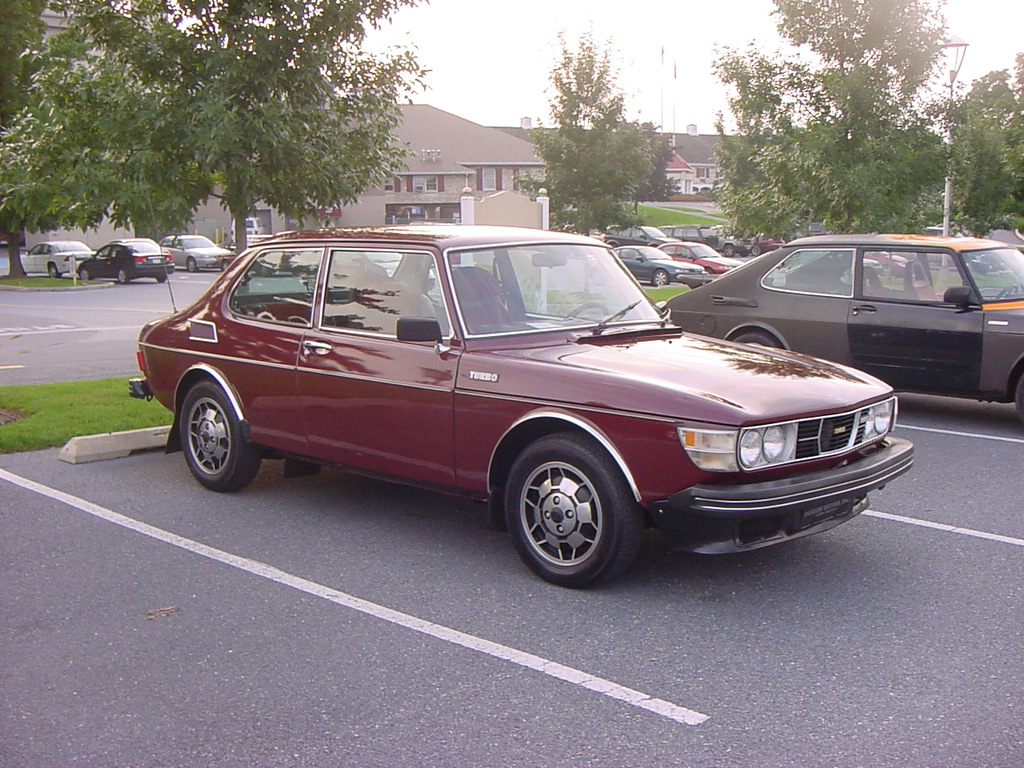
Una Saab 99 Turbo de 1977

Pero los ingenieros de Saab también querían un 99 de alto rendimiento. Inicialmente, se planteó duplicar el motor slant four para transformarlo en un V8 de unos 4  litros de cilindrada (algo para lo que estaba prediseñado), tal como se hacía en el Triumph Stag. Pero la amplia experiencia de Scania en motores turboalimentados, hizo que se optara por desarrollar el motor turbo que finalmente impulsaría al Saab 99 Turbo presentado a finales de 1977. Este modelo supuso una verdadera revolución para la época, convirtiéndose en el primer automóvil de gran producción equipado con un sistema de sobrealimentación que utilizaba un turbocompresor. Hasta entonces, solo BMW en 1973 y Porsche en 1974 habían ofrecido automóviles turbo, pero en modelos deportivos de producción muy limitada, como el BMW 2002 Turbo y el Porsche 911 Turbo. Se aplicó un pequeño turbocompresor al motor Saab de 2 litros, y con otras modificaciones, se obtuvo una potencia de 145 CV a 5000 rpm y un par motor de 235 N·m (24 kgm) a 3000 rpm, lo que se tradujo en unas brillantes condiciones de aceleración del vehículo.
Mientras tanto, se acercaba la presentación del Saab 900 (1978), que en la práctica era un 99 alargado y mejorado en muchos aspectos, como el comportamiento en carretera.
En la década de 1980, la producción del Saab 99 no experimentó cambios importantes, a excepción de las actualizaciones anuales. En 1985, el 99 adoptó la parte trasera del 900 Sedán y se convirtió en el Saab 90, producido hasta 1987. La producción total del Saab 99 casi alcanzó las 700 000 unidades.

## Modelos
- EMS: lanzado en 1972, el EMS (Electronic Manual Special) era un modelo deportivo disponible solo en una versión de 2 puertas. Tenía una suspensión reforzada y una pintura plateada metalizada. El motor 1985 cm3 entregaba 108 hp y permitía una velocidad máxima de 170 km/h.
- SSE: vendido en Estados Unidos para satisfacer la demanda mientras el EMS no estaba disponible allí, lucía un techo negro de vinilo y ofrecía una transmisión automática.
- X7: lanzado en 1973, era un modelo muy básico vendido solo en Suecia y Dinamarca.
- L: Lujo, modelo lanzado en 1973 con motor de 1,85 litros.
- GL: Gran Lujo.
- GLE: Grand Lujo Elegante/Extra, lanzado en 1976. La versión mejor equipada con motor de inyección, dirección asistida y transmisión automática.
- GLs: Grand Lujo Super, idéntico al GL pero con doble carburador, que rendía 108 CV en lugar de 100 CV.
- Turbo: lanzado en 1978, con motor de 2,0 litros turboalimentado y carrocería de 3 puertas. Estaba disponible en rojo, plateado y negro.
- Finlandia: una versión limusina del GLE con un chasis extendido 20 cm, lanzado en 1977 y comercializado solo en Finlandia.

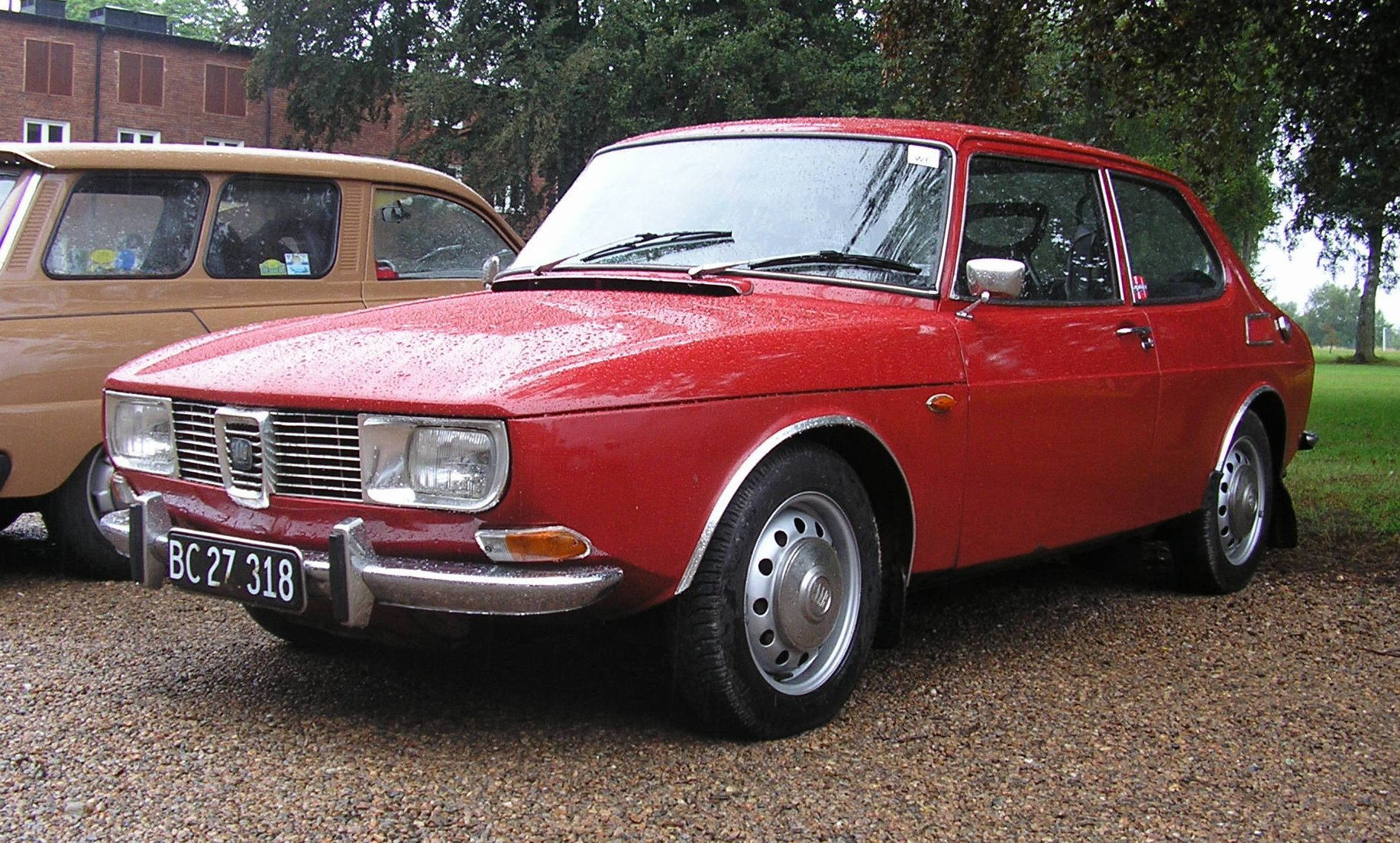
Versión 1969
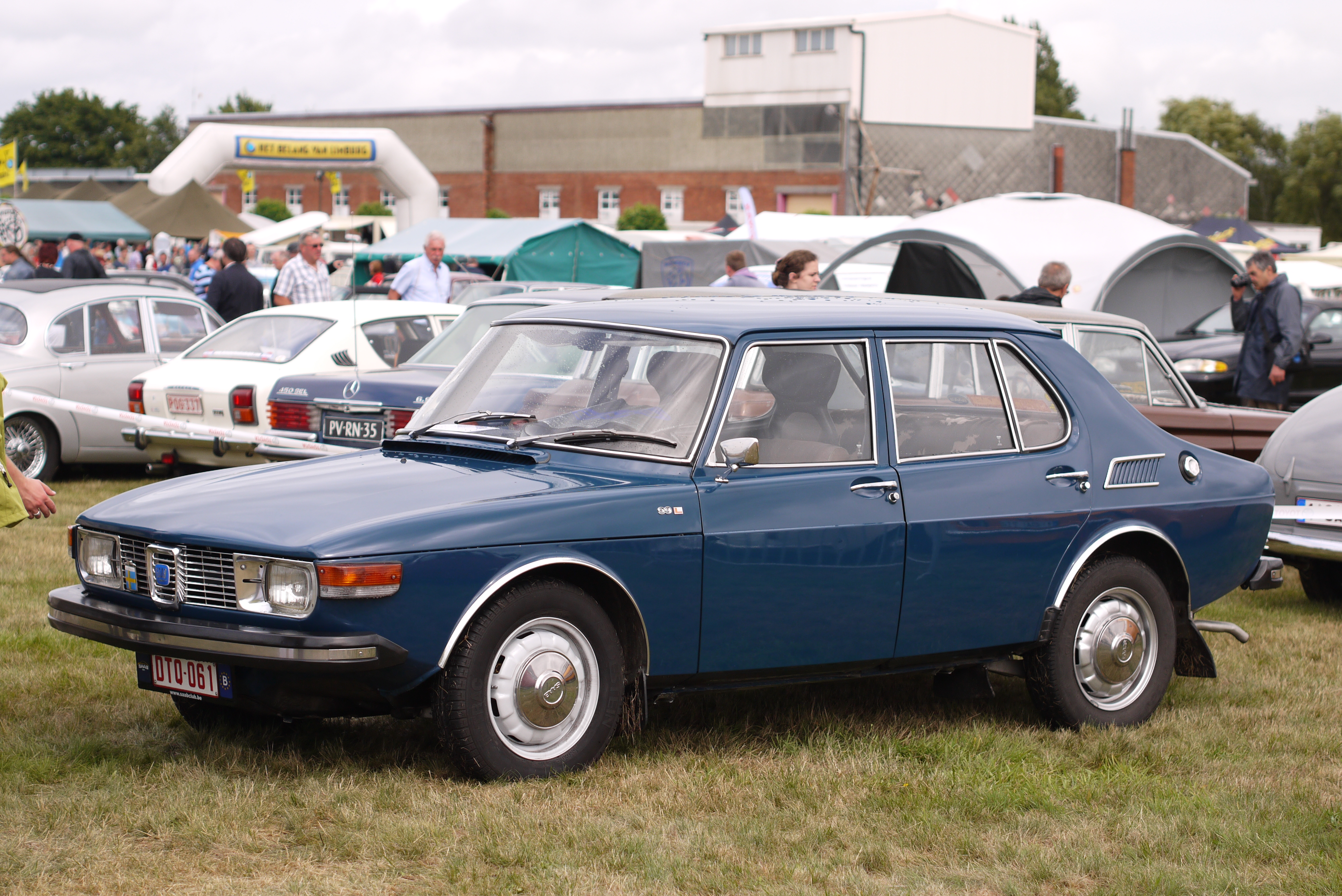
Versión 1971 con 4 puertas
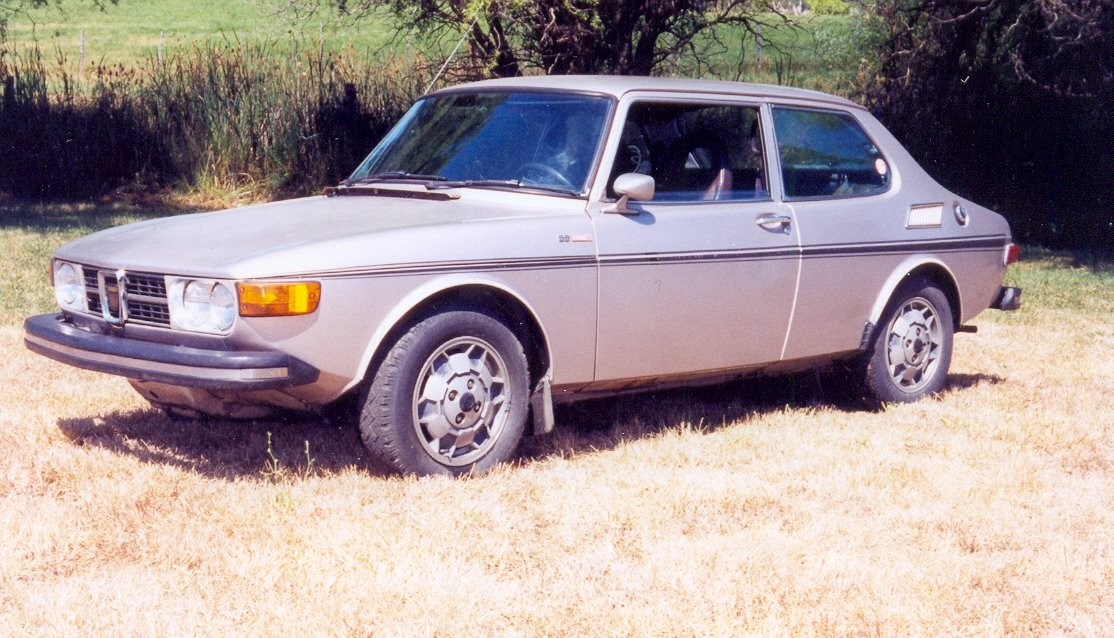
Versión 1974 de faros redondos
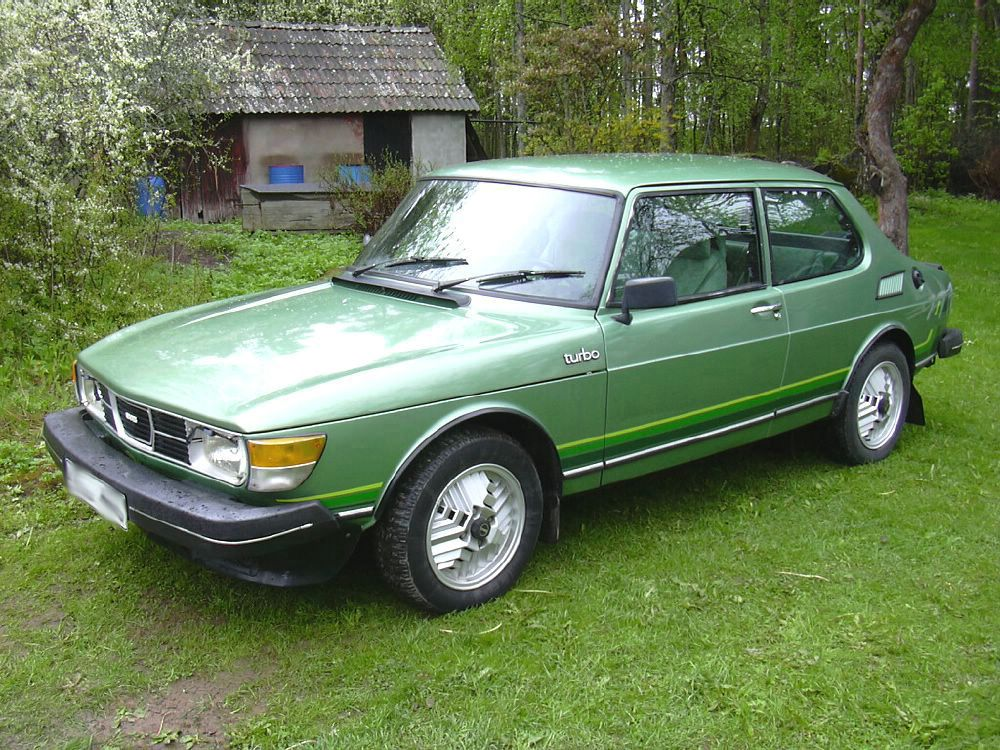
Versión 1978 (turbo)

### Rendimiento
- Saab 99E 1.85L 95 hp/DIN. Aceleración 0-100 km/h 14,6 s. Velocidad máxima 161,5 km/h.
- Saab 99 EMS 118 hp/DIN. Aceleración 0-100 km/h 11,6 s 0-160 km/h 41,0 s Velocidad máxima 175,6 km/h.
- Saab 99 Turbo 145 hp/DIN. Aceleración 0-100 km/h 9,2 s 0-160 km/h 26,2 s Velocidad máxima 196,7 km/h.
- Saab 99 Petro 85 hp/DIN. Aceleración 0-100 km/h 16,5 s Velocidad máxima 155 km/h.

## Victorias en elWRC

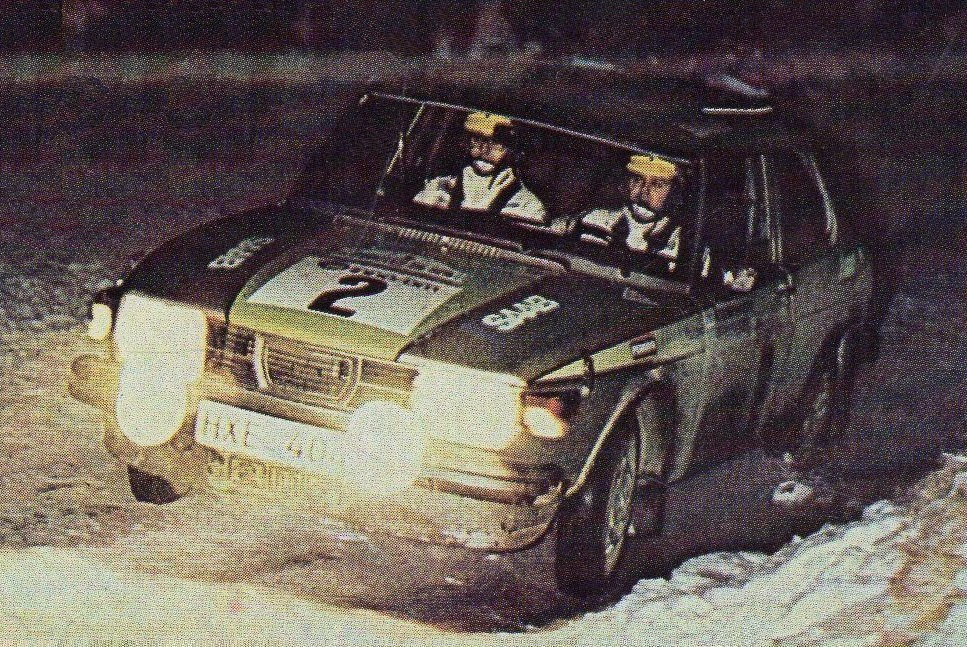
Stig Blomqvist, en enero de 1975 al volante del Saab 99 EMS: 1.º en Suecia, en el AT-HUS Trofen

| N.º | Prueba             | Temporada | Piloto         | Copiloto        | Coche         |
| --- | ------------------ | --------- | -------------- | --------------- | ------------- |
| 1   | 27 Rally de Suecia | 1977      | Stig Blomqvist | Hans Sylván     | Saab 99 EMS   |
| 2   | 29 Rally de Suecia | 1979      | Stig Blomqvist | Björn Cederberg | Saab 99 Turbo |

## Producción
| Año  | Producción | Año  | Producción |
| ---- | ---------- | ---- | ---------- |
| 1967 | 25         | 1976 | 72 819     |
| 1968 | 4190       | 1977 | 60 316     |
| 1969 | 19 411     | 1978 | 45 851     |
| 1970 | 29 755     | 1979 | 22 443     |
| 1971 | 35 136     | 1980 | 17 108     |
| 1972 | 45 001     | 1981 | 13 381     |
| 1973 | 52 065     | 1982 | 20 006     |
| 1974 | 62 637     | 1983 | 17 187     |
| 1975 | 64 167     | 1984 | 7145       |